# Fußball-Weltmeisterschaft 1962/England
Austragungen der englischen Fußballnationalmannschaft bei der Fußball-Weltmeisterschaft 1962

## Qualifikation
| Luxemburg | - | England   | 0:9 | Charlton 3' 7' 66', Greaves 16' 83' 85', Smith 22' 46' 65', Haynes 61' |
| Portugal  | - | England   | 1:1 | Águas 59' / Flowers 82'                                                |
| England   | - | Luxemburg | 4:1 | Pointer 35', Viollet 37', Charlton 45' 76' / Dimmer 69'                |
| England   | - | Portugal  | 2:0 | Connelly 5', Pointer 9'                                                |

## Englisches Aufgebot
In dem ursprünglichen 22-Mann-Aufgebot wurden Gordon Banks von Leicester City und Derek Kevan „auf Abruf“ belassen und sollten nicht nach Chile mitgenommen werden, während Spieler Jimmy Adamson als Assistent von Trainer Walter Winterbottom mit vor Ort war. Kurz vor Turnierbeginn wurde der ursprünglich nicht berücksichtigte Bobby Moore nachnominiert und Banks anschließend wieder gestrichen.
| Nr.               | Name                | Verein vor WM-Beginn    | Geburtstag | Spiele   | Tore     | Platzverweise |          |
| Torhüter          | Torhüter            | Torhüter                | Torhüter   | Torhüter | Torhüter | Torhüter      | Torhüter |
| ----------------- | ------------------- | ----------------------- | ---------- | -------- | -------- | ------------- | -------- |
| 1                 | Ron Springett       | Sheffield Wednesday     | 22.07.1935 | 4        | 0        | 0             |          |
| 12                | Alan Hodgkinson     | Sheffield United        | 16.08.1936 | 0        | 0        | 0             |          |
| Abwehrspieler     |                     |                         |            |          |          |               |          |
| 2                 | Jimmy Armfield      | FC Blackpool            | 21.09.1935 | 4        | 0        | 0             |          |
| 3                 | Ray Wilson          | Huddersfield Town       | 17.12.1934 | 4        | 0        | 0             |          |
| 15                | Maurice Norman      | Tottenham Hotspur       | 08.05.1934 | 4        | 0        | 0             |          |
| 16                | Bobby Moore         | West Ham United         | 12.04.1941 | 4        | 0        | 0             |          |
| 21                | Don Howe            | West Bromwich Albion    | 12.10.1935 | 0        | 0        | 0             |          |
| Mittelfeldspieler |                     |                         |            |          |          |               |          |
| 4                 | Bobby Robson        | West Bromwich Albion    | 18.02.1933 | 0        | 0        | 0             |          |
| 5                 | Peter Swan          | Sheffield Wednesday     | 08.10.1936 | 0        | 0        | 0             |          |
| 6                 | Ron Flowers         | Wolverhampton Wanderers | 28.07.1934 | 4        | 2        | 0             |          |
| 14                | Stan Anderson       | AFC Sunderland          | 27.02.1934 | 0        | 0        | 0             |          |
| 20                | George Eastham      | FC Arsenal              | 23.09.1936 | 0        | 0        | 0             |          |
| 22                | Jimmy Adamson       | FC Burnley              | 04.04.1929 | 0        | 0        | 0             |          |
| Stürmer           |                     |                         |            |          |          |               |          |
| 7                 | John Connelly       | FC Burnley              | 18.07.1938 | 0        | 0        | 0             |          |
| 8                 | Jimmy Greaves       | Tottenham Hotspur       | 20.02.1940 | 4        | 1        | 0             |          |
| 9                 | Gerry Hitchens      | Inter Mailand           | 08.10.1934 | 2        | 1        | 0             |          |
| 10                | Johnny Haynes       | FC Fulham               | 17.10.1934 | 4        | 0        | 0             |          |
| 11                | Bobby Charlton      | Manchester United       | 11.10.1937 | 4        | 1        | 0             |          |
| 13                | Derek Kevan         | West Bromwich Albion    | 06.03.1935 | 0        | 0        | 0             |          |
| 17                | Bryan Douglas       | Blackburn Rovers        | 27.05.1934 | 4        | 0        | 0             |          |
| 18                | Roger Hunt          | FC Liverpool            | 20.07.1938 | 0        | 0        | 0             |          |
| 19                | Alan Peacock        | FC Middlesbrough        | 29.10.1937 | 2        | 0        | 0             |          |
| Trainer           |                     |                         |            |          |          |               |          |
|                   | Walter Winterbottom |                         | 31.03.1913 |          |          |               |          |

## Spiele der englischen Mannschaft

### Erste Runde
- Ungarn –  England 2:1 (1:0)

Stadion: Estadio El Teniente (Rancagua)
Zuschauer: 7.938
Schiedsrichter: Horn (Niederlande)
Tore: 1:0 Tichy (17.), 1:1 Flowers (60.) 11m, 2:1 Albert (61.)
- England –  Argentinien 3:1 (2:0)

Stadion: Estadio El Teniente (Rancagua)
Zuschauer: 9.794
Schiedsrichter: Latyschew (Sowjetunion)
Tore: 1:0 Flowers (17.) 11m, 2:0 Charlton (42.), 3:0 Greaves (67.), 3:1 Sanfilippo (81.)
- England –  Bulgarien 0:0

Stadion: Estadio El Teniente (Rancagua)
Zuschauer: 5.700
Schiedsrichter: Blavier (Belgien)
In der Gruppe 4 überzeugte besonders die junge ungarische Mannschaft, die vor allem gegen England (2:1) und Bulgarien (6:1) brillierte. Die Stars bei den technisch überzeugenden Magyaren waren Torwart Grosics (letzter Spieler aus dem 54er Team) und der großartige junge Mittelstürmer Florian Albert. Als Albert gegen Argentinien fehlte, reichte es prompt nur zu einem 0:0. Derweil sicherte sich England mit Mühe den zweiten Platz, wobei das Torverhältnis gegenüber Argentinien entschied. Beim 3:1-Erfolg gegen die Gauchos zeigten die Engländer, bei denen Jimmy Greaves und Bobby Charlton dominierten, ihre beste Leistung.

### Viertelfinale
| 17.736 | Estadio Sausalito (Viña del Mar) | Brasilien | England | Schwinte (Frankreich) | 3:1 (1:1) | 1:0 Garrincha (31.) 1:1 Hitchens (38.) 2:1 Vavá (53.) 3:1 Garrincha (59.) |

In Viña del Mar trafen Brasilien und England aufeinander. Ein überragender Rechtsaußen Garrincha war der Matchwinner in einer Begegnung, in der die Brasilianer erstmals voll überzeugen konnten. Garrinchas zwei Tore und ein Treffer von Vavá bei einem Gegentor zum 1:1 von Hitchens, dem Mittelstürmer von Inter Mailand, bedeuteten das 3:1 und den Einzug des Favoriten ins Halbfinale.